# Love Is Forever (песня Леоноры)
«Love Is Forever» (с англ. — «Любовь — навсегда») — песня датской певицы Leonora, представленная на конкурсе «Евровидение-2019» в Тель-Авиве.

## Евровидение
После победы на конкурсе «Dansk Melodi Grand Prix» было известно, что Leonora и песня «Love Is Forever» будет представлять Данию на конкурсе «Евровидение-2019». Песня будет исполнена во втором полуфинале 16 мая 2019 года.

## Композиция
| №  | Название          | Длительность |
| -- | ----------------- | ------------ |
| 1. | «Love Is Forever» | 2:59         |

## Чарты
| Чарт (2019)           | Высшая позиция |
| --------------------- | -------------- |
| Denmark (Tracklisten) | 16             |